# Josef Škvorecký
Josef Škvorecký (Náchod, 1924. szeptember 27. – Toronto, 2012. január 3.) cseh író, publicista.

## Élete
1943-ban érettségizett, majd két évig a Messerschmitt AG-ban volt kénytelen dolgozni. A háború után a Károly Egyetemre járt, előbb az orvosi, majd az irodalmi-művészeti karra, angol nyelvet és filozófiát tanult. Az amerikai szociálfilozófiából lett kanditátus 1951-ben. Utána két évig katonáskodott. Egy amatőrzenekarban szaxofonozott, tanított, műfordított, dolgozott egy könyvkiadó angol-amerikai szerkesztőségében.
Első művei szatirikus, groteszk szelleműek voltak, ideológiai skandalumot váltottak ki, és beleszaladtak a cenzúrába.
Fordította Faulkner és Hemingway nem egy művét. A Gyávák (1958) című regénye revelatív volt a cseh irodalomban. Nonkonformista módon ábrázolta a háború alatti német megszállás idejét és ellenállási mozgalmat, stilárisan pedig a cseh köznyelv és szleng elemei hatottak újdonságként. Következő regényeivel Pléhkatonák (1971), a Csoda (1972) és Az emberi lélek mérnöke (1977) ezek a könyvek tetralógiát alkotnak.
A Gyávák megjelenését hivatalos lejárató kampány és egzisztenciális megpróbáltatások követték. 1968-ban ösztöndíjasként kerül az Amerikai Egyesült Államokba, és többé nem tért haza. A torontói egyetemen oktatott és jó kapcsolatot épített ki az emigrációban élő csehszlovák értelmiségiekkel, például jó barátja volt Eugene K. Balon természettudományi író. 1971-ben Torontóban megalapította a Sixty-Eight Publishers könyvkiadót, ami főleg cseh és szlovák szamizdat irodalmat jelentetett meg.
Írt néhány forgatókönyvet is, melyek közül kettőt Jiří Menzel filmesített meg.
1989 után gyakran megfordult Csehszlovákiában.

## Magyarul megjelent művei
- Egy detektívregény-olvasó ötletei; ford. Sinkó Ferenc; Európa, Bp., 1966 (Modern könyvtár)
- Gyávák. Regény; ford., utószó Zádor András; Tatran–Európa, Bratislava–Bp., 1967
- Borůvka felügyelő szomorúsága; ford. Sinkó Ferenc; Európa, Bp., 1968
- Csoda; ford., utószó V. Detre Zsuzsa; Európa, Bp., 1993
- Pléhkatonák. Életképek néphadsereggel és tankokkal; ford. Varga György, Európa, Bp., 1997
- Boruvka felügyelő természetfölötti képességei; ford. Sinkó Ferenc; inː Áldozati báránycomb. 13 detektívtörténet; Kriterion, Bukarest, 1977
- Oroszlánkölyök; ford. Körtvélyessy Klára, Európa, Bp., 1999
- Az emberi lélek mérnöke, 1-2.; ford. V. Detre Zsuzsa, Kalligram, Pozsony, 1998
- Egy tenorszaxofonos történetei; ford. Körtvélyessy Klára, Európa, Bp., 2001
- Hétköznapi életek; ford. V. Detre Zsuzsa; Cartaphilus, Bp., 2010

## Fordítás
- Ez a szócikk részben vagy egészben  a(z)   Шкворецкий, Йозеф című orosz Wikipédia-szócikk ezen változatának fordításán alapul.  Az eredeti cikk szerkesztőit annak laptörténete sorolja fel. Ez a jelzés csupán a megfogalmazás eredetét és a szerzői jogokat jelzi, nem szolgál a cikkben szereplő információk forrásmegjelöléseként.